# Костел Святого Марка (Варяж)
Костел Святого Марка у Варяжі (пол. kościół świętego Marka) — колишня культова споруда, маловідомий храм доби раннього бароко в селі Варяжі Сокальському районі Львівської області (Україна), збудований у 1688—1693 роках. Внесений до реєстру пам'яток архітектури національного значення під охоронним номером 495. 
1983 року з даху зняли бляху, внаслідок чого пізніше обвалилися склепіння.

## Відомості
Костел побудований за проєктом архітектора Войцеха Лєнартовича у 1688—1693 роках. Фундатором комплексу монастиря отців піярів (костелу св. Марка і келій) вважається місцевий магнат, дідич Варяжа Марек Матчинський (пол. Marek Matczyński), який був похований в ньому. У 1693 р. він фундував костел піярів у Варяжі з власним портретом.
Костел з цегли, тинькований, з двома бічними вежами. Вежі в два яруси, оздоблені пілястрами, дахи барокові. У 1796 році костел постраждав від пожежі і дахи веж відновили значно меншими по висоті.
Побудова костелу зроблена прямокутними об'ємами, що зменшуються по висоті у напрямку апсиди. Апсида прямокутна й найменша по висоті, має власний трикутний фронтон. Архітектурних об'ємів чотири. Кожний з архітектурних об'ємів має свій, бароковий за малюнком, фронтон.
Нава костелу має циліндричне склепіння, апсида — хрещате. Стеля нави вкрита залишками стінопису 2-ї половини XVIII століття.
До сьогодні збереглися фрески, виконані у 1810 р. Станіславом Строїнським.
Костел належить до найцікавіших пам'яток стилю бароко, проте перебуває у занедбаному стані.

## Світлини

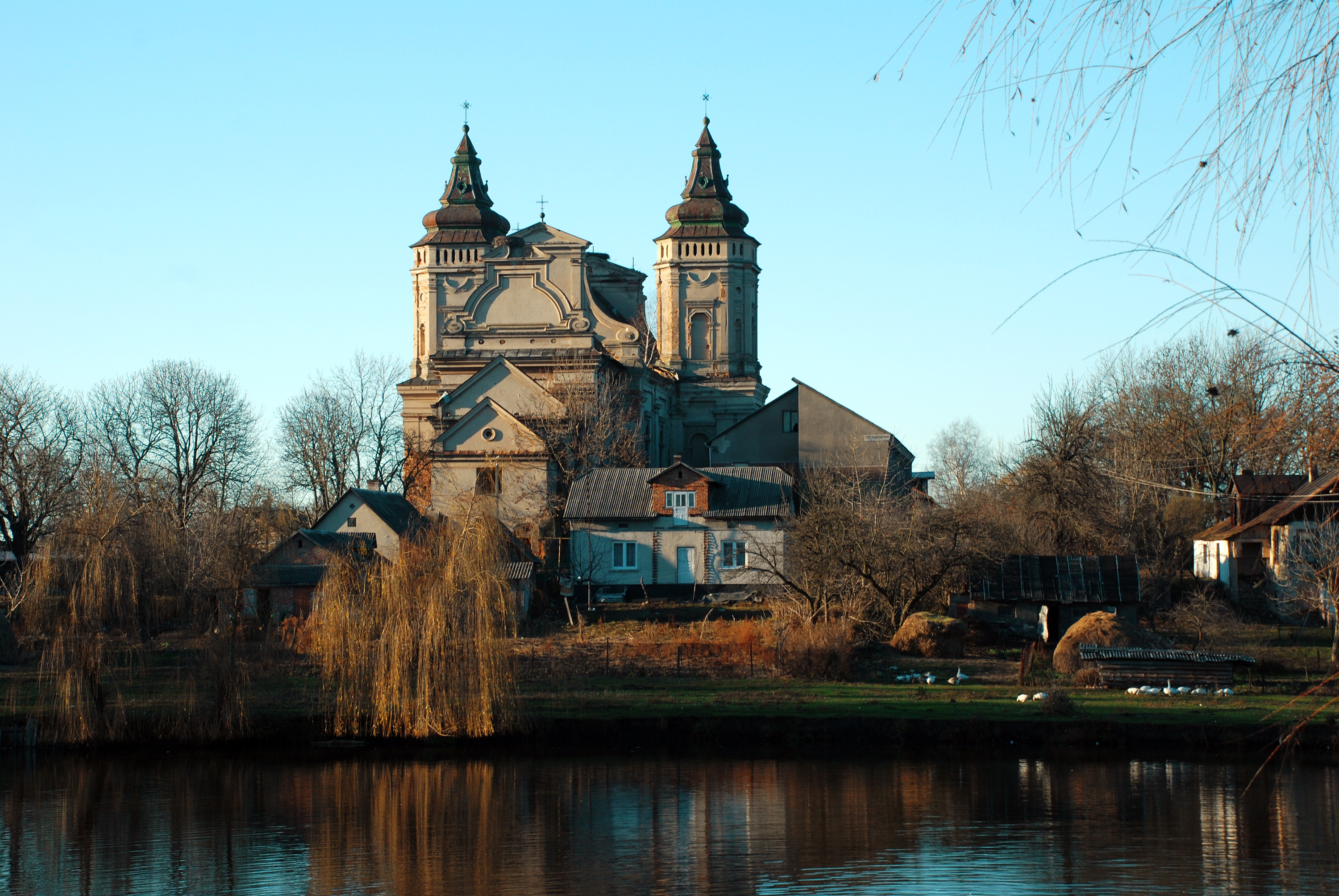
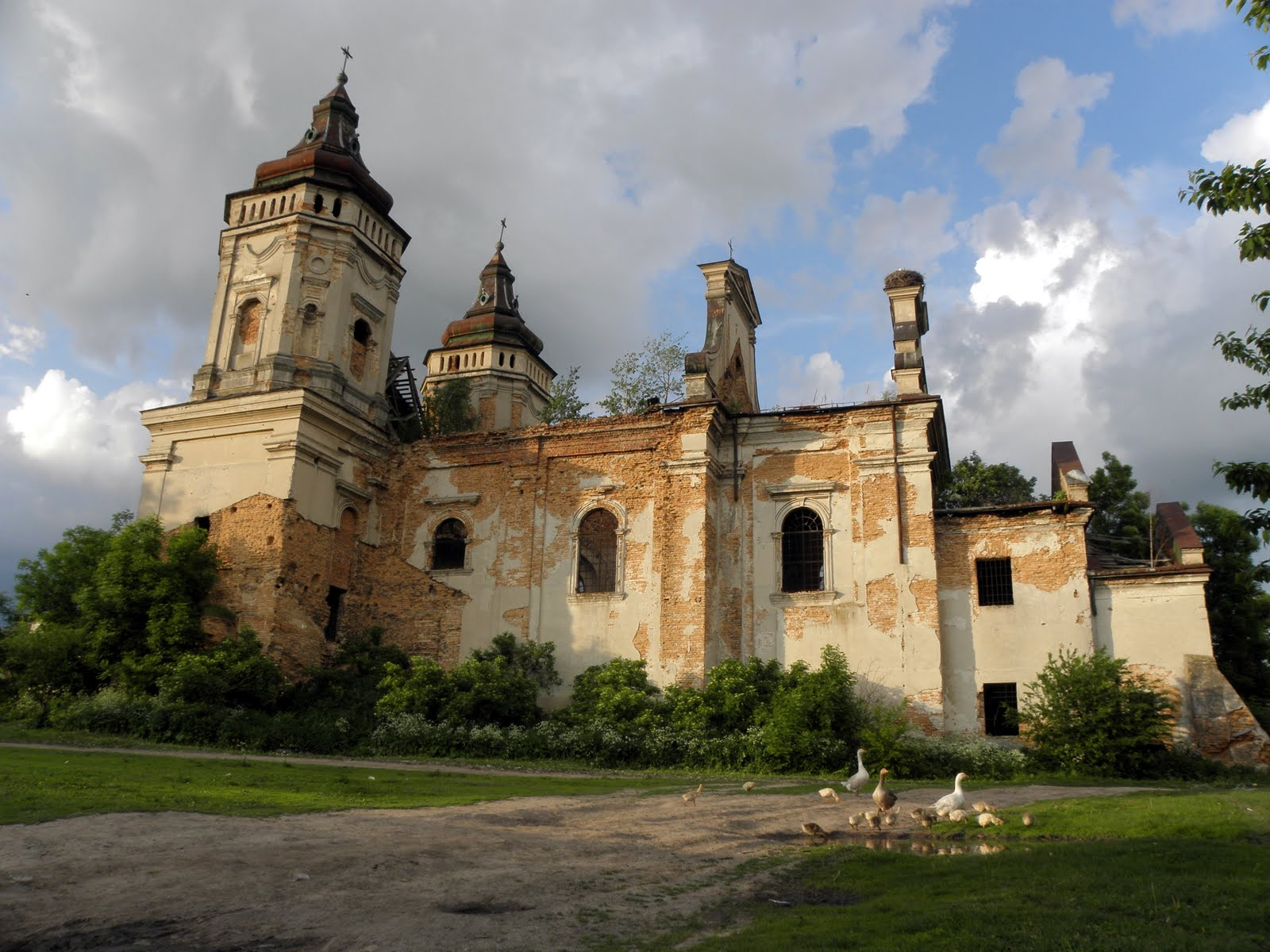
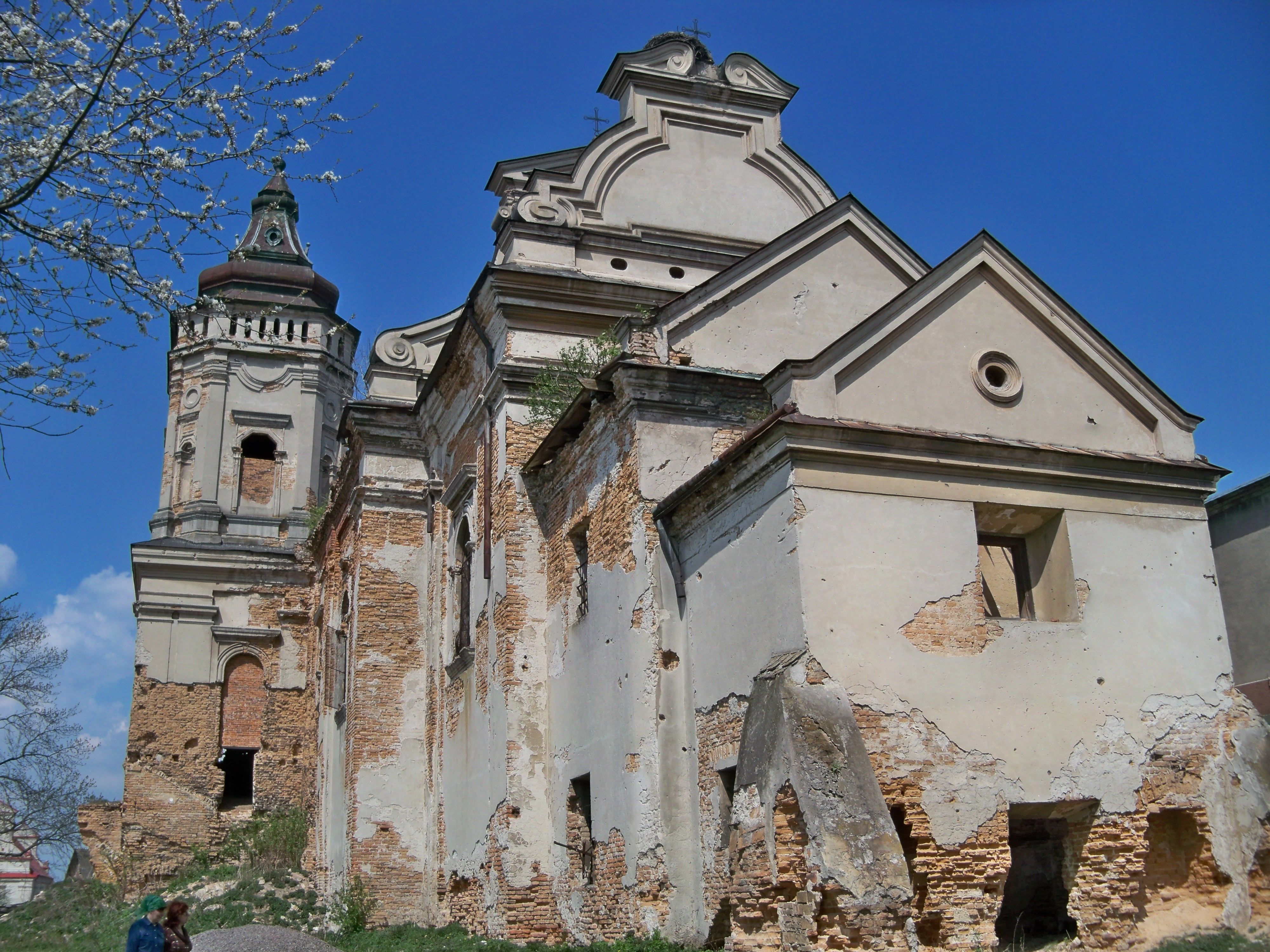
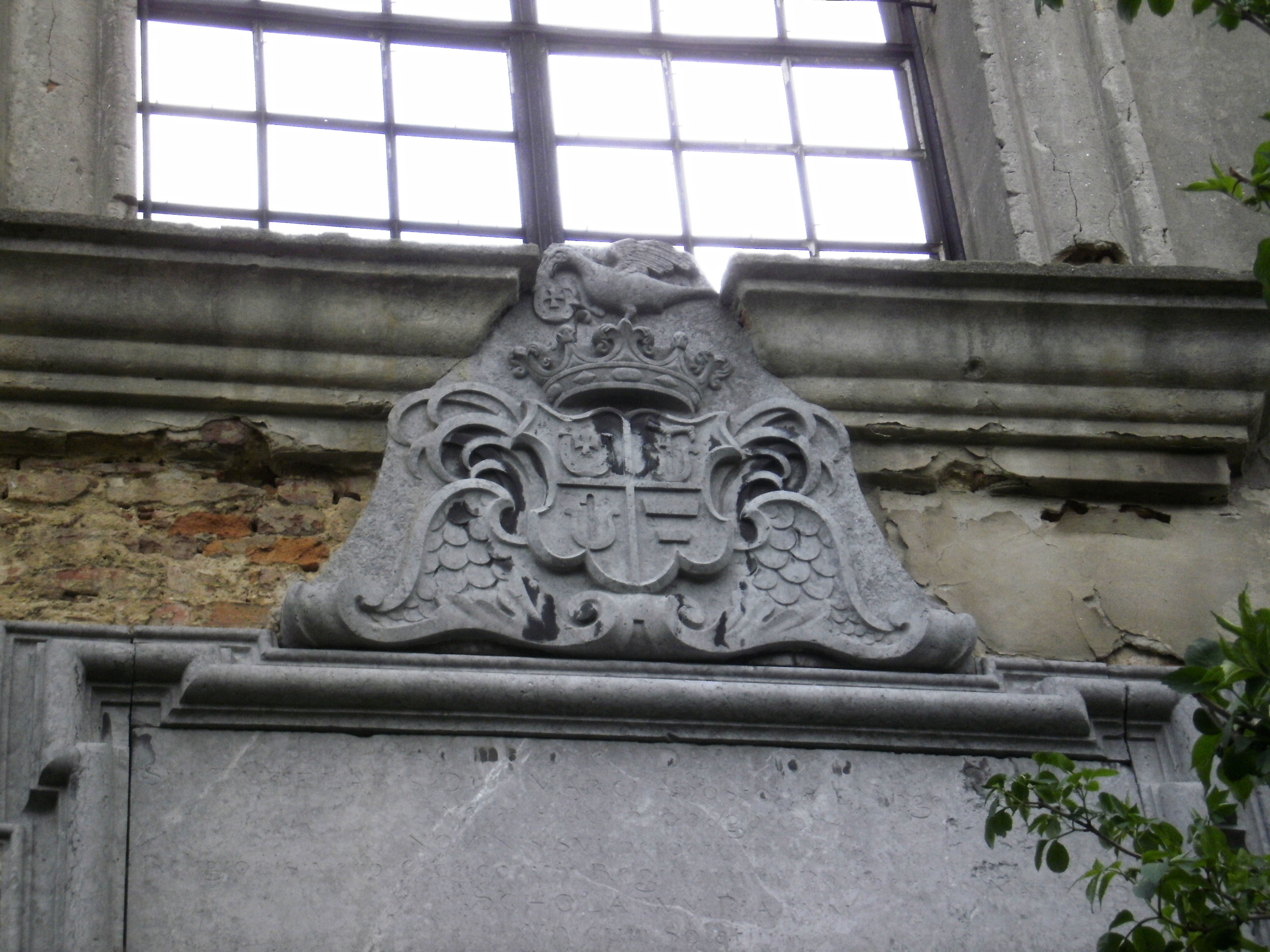
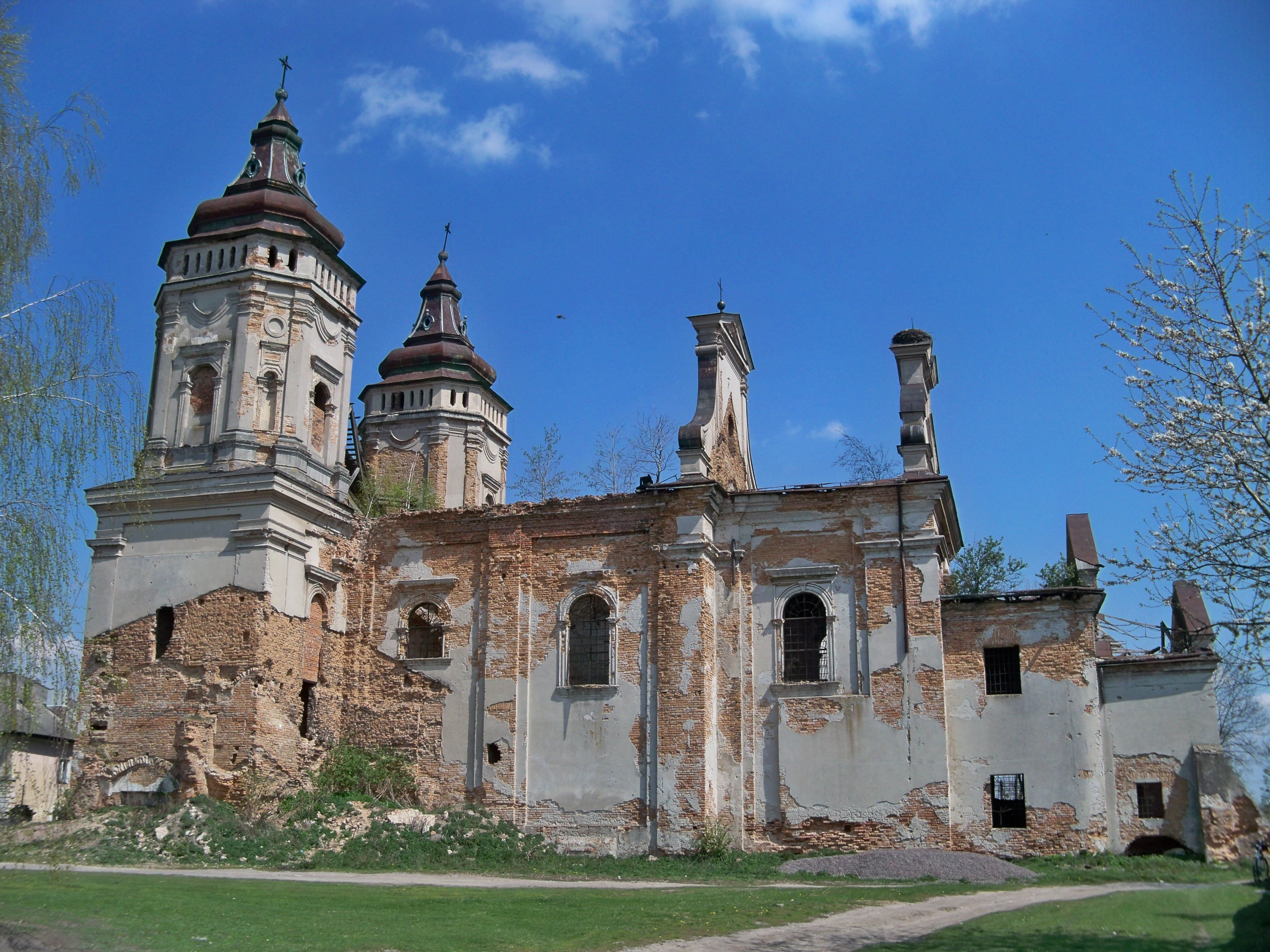
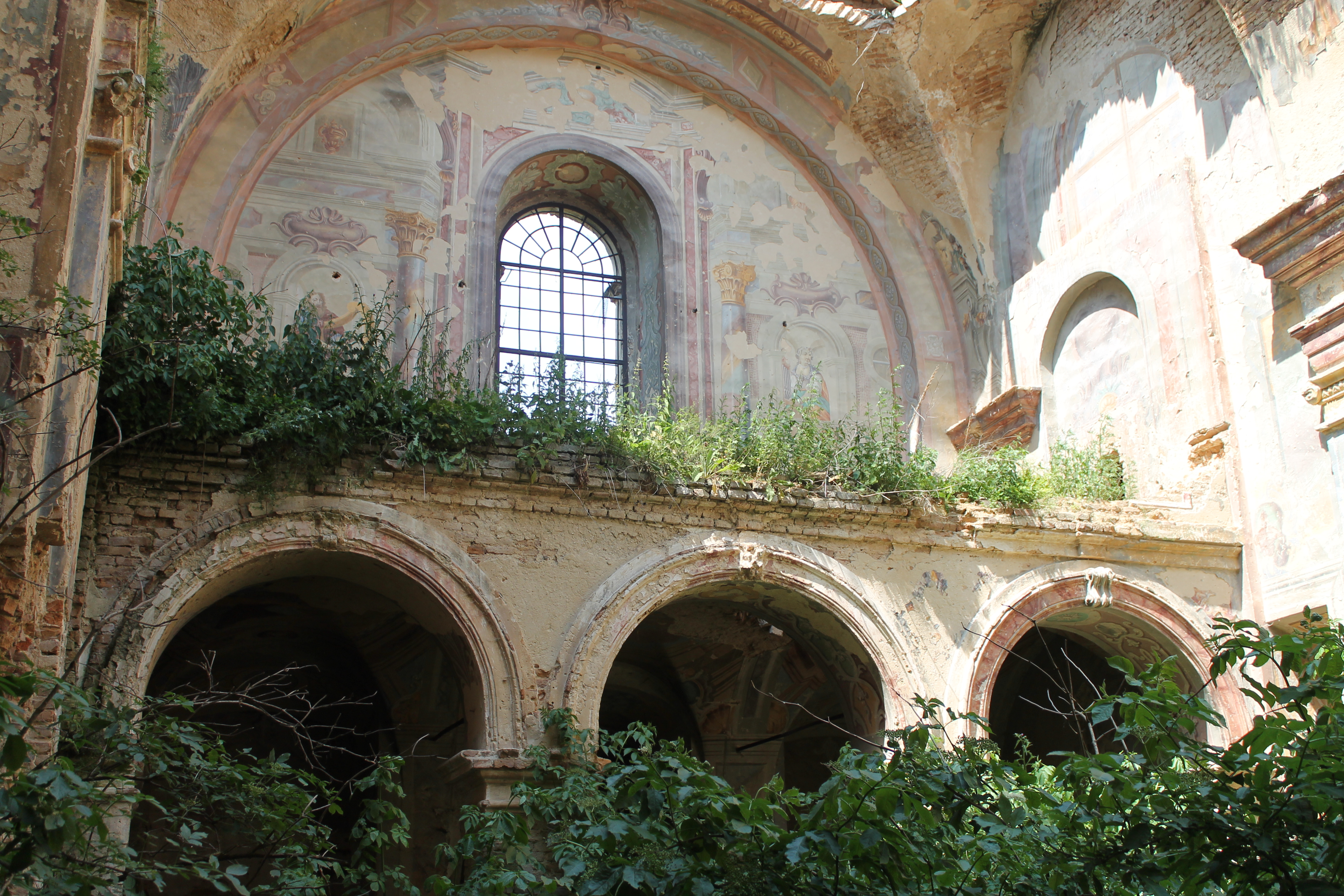
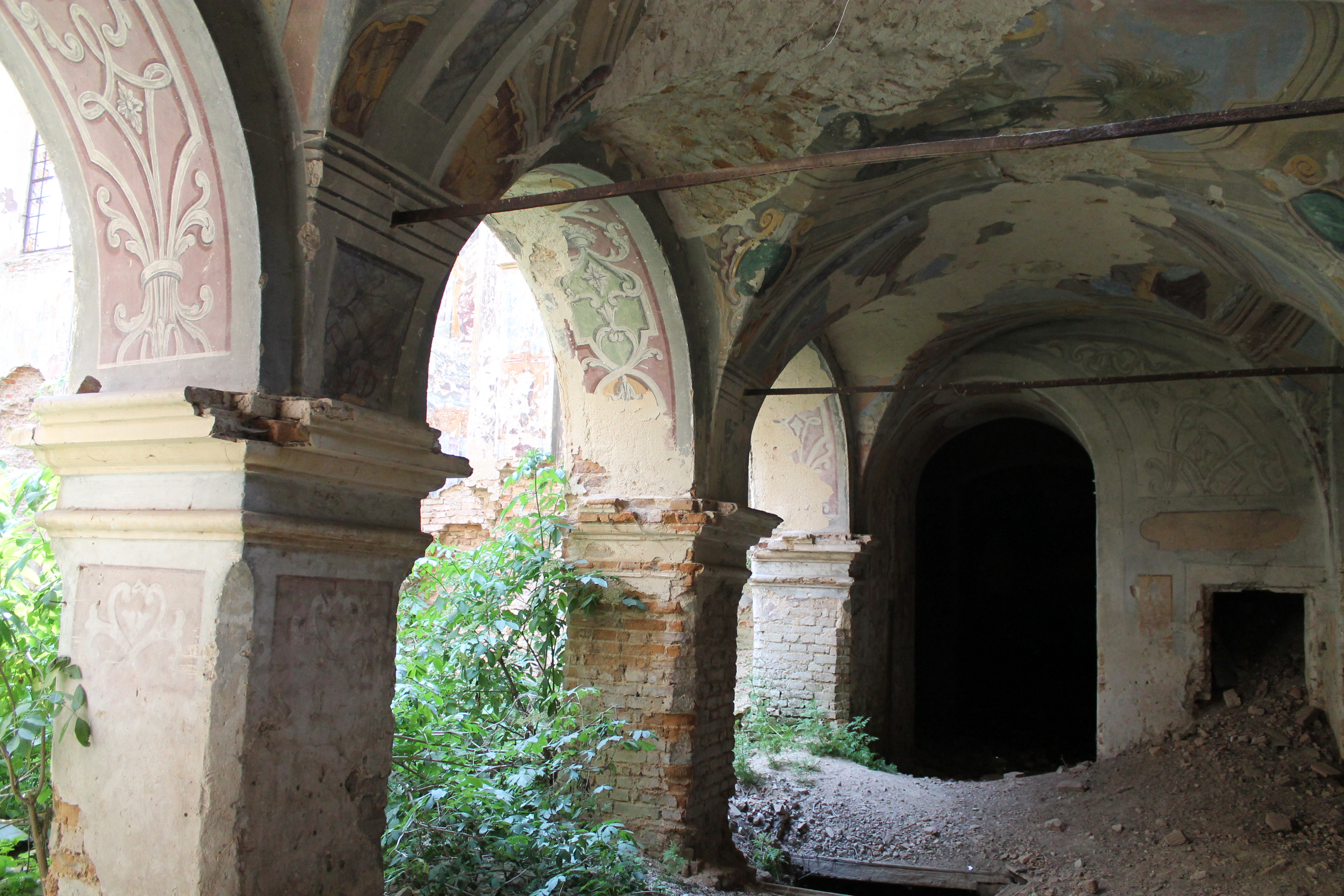
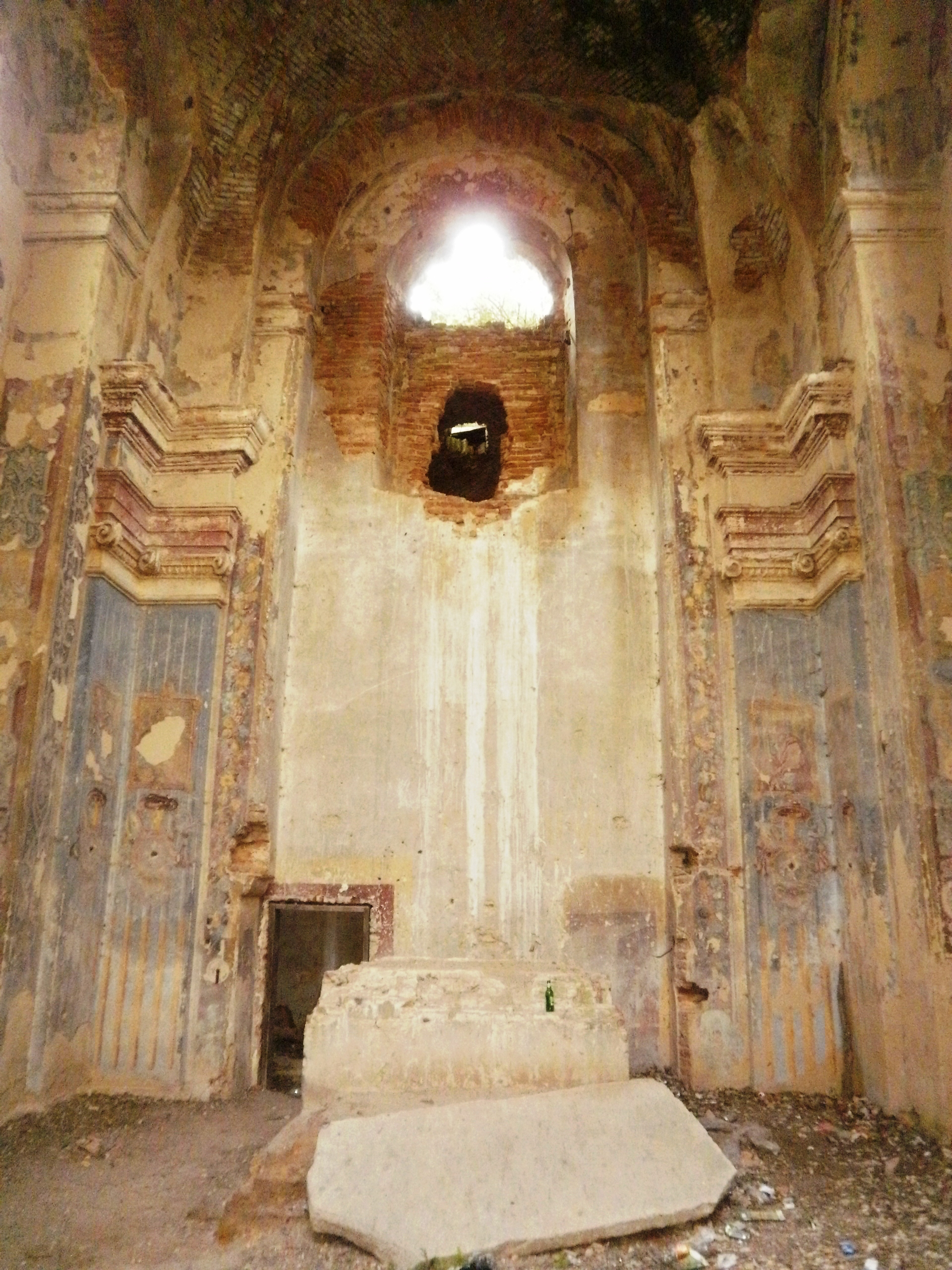